# Памятник бравому солдату Швейку (Санкт-Петербург)
Памятник бра́вому солда́ту Шве́йку — памятник, установленный на Балканской площади в Санкт-Петербурге солдату Швейку, сатирическому персонажу, главному герою романа чешского писателя Ярослава Гашека «Похождения бравого солдата Швейка».
Бронзовый памятник создан скульптором А. С. Чаркиным в соавторстве с Д. Б. Пахомовым и изготовлен на заводе художественного литья им. М. Г. Манизера «Монументскульптура» (Расстанный проезд, 1). За основу взят истинный рост литературного героя — 160 см, а высота постамента, выполненного в виде бочки — 80 см. Памятник установили на Балканской площади, от которой берёт своё начало улица Ярослава Гашека, в 40 метрах от северного входа на станцию метро «Купчино».
Открытие состоялось 11 апреля 2003 года.
Впоследствии в связи со строительством торгового комплекса он был перенесён ближе к северному выходу станции метро Купчино и установлен на маленький постамент, что сделало памятник более компактным и выразительным.